# Елизабет София фон Шлезвиг-Холщайн-Готорп
Елизабет София фон Шлезвиг-Холщайн-Готорп (на немски: Elisabeth Sophie von Schleswig-Holstein-Gottorf; * 12 октомври 1599, Готорп; † 25 ноември 1627, Готорп) от Дом Олденбург, е принцеса от Шлезвиг-Холщайн-Готорп и чрез женитба херцогиня на Саксония-Лауенбург.

## Произход
Дъщеря е на херцог Йохан Адолф фон Шлезвиг-Холщайн-Готорп (1575 – 1616) и съпругата му принцеса Августа Датска (1580 – 1639), дъщеря на датския крал Фридрих II и София фон Мекленбург. Най-големият ѝ брат херцог Фридрих III се жени през 1630 г. за Мария Елизабет Саксонска.

## Фамилия
Елизабет София се омъжва на 5 март 1621 г. в Хузум за херцог Август от Саксония-Лауенбург (1577 – 1656) от род Аскани. Те имат децата:
- София Маргарета (1622 – 1637)
- Франц Аугуст (1623 – 1625)
- Анна Елизабет (1624 – 1688)

∞ 1665 (развод 1672) ландграф Вилхелм Христоф фон Хесен-Хомбург (1625 – 1681)
- Сибила Хедвиг (1625 – 1703)

∞ 1653/4 херцог Франц Ердман фон Саксония-Лауенбург (1629 – 1666)
- Йохан Адолф (1626 – 1646)
- Филип Фриедрих (*/† 1627)